# 神秀
神秀（じんしゅう、606年（大業2年） - 706年4月15日（神龍2年2月28日））は、中国禅宗（北宗）の六祖（北宗としては開祖）。諡は大通禅師。俗姓は李。汴州尉氏県（河南省開封市尉氏県）の出身。

## 生涯
- 618年（武徳元年）、13歳で出家する。
- 625年（武徳8年）、20歳で洛陽の天宮寺において具足戒を受ける。
- 655年（永徽6年）、50歳で蘄州黄梅県馮茂山（東山）の五祖弘忍の門下に入ってその筆頭弟子となり、「彼に及ぶ弟子はいない」と師に評されるまでになった。
- 661年（龍朔元年）頃、56歳で師のもとを去り、『伝法宝紀』によれば、秘かに還俗したとか、荊州の天居寺に住していたというが、その後10年ほどの行動は確かでない。
- 674年（上元元年）、師の弘忍が没する。
- 676年（儀鳳元年）頃、荊州当陽山の玉泉寺に住し、その後、近くに度門蘭若を建立してそこに移った。
- 700年（久視元年）、94歳で武則天に招かれ、翌年、95歳で上京を果たした。彼は肩輿にて内道場に上殿し、北面して臣礼をとることなく、長安・洛陽の「両京の法主」となり、また、武則天・中宗・睿宗の「三帝の国師」となった。度門蘭若は度門寺に昇格した。
- 706年（神龍2年）2月28日、101歳で洛陽の天宮寺で没すると、中宗は詔して龍門山に葬り、岐王李範・張説・盧鴻の3人が碑誄を撰した。3月、諡して大通禅師の号を、度門寺には勅額を賜った。

## 思想
彼の禅法は段階的に悟りを進める「漸悟」であり、弟弟子の六祖慧能の直下に悟りに至る「頓悟」思想と対極を為した。（この点を、『壇経』では、神秀の「身は是れ菩提樹、心は是れ明鏡台の如し、時時に勤めて払拭せよ、塵埃を惹かしむること勿れ」と、慧能の「菩提本樹に非ず、明鏡亦台に非ず、本来清浄（伝本では本来無一物）、何れの処にか塵埃を惹かん」の偈によって象徴している）
当初は彼が六祖とされていたはずなのだが、後に六祖慧能の弟子で七祖を自称した荷沢神会の北宗批判により、それまでは区別のなかった東山法門派が神秀門下の「北宗」、慧能門下の「南宗」の二派に分かれるようになり、南宗開祖の慧能が神会の目論見通り、六祖となった。
彼の後は弟子の普寂が嗣いだ。
北宗は奈良時代・平安初期に日本に伝わり、日本天台宗の開祖最澄も師の近江大国師行表から北宗禅の思想を受け継いでいる。

## 伝記資料
- 『宋高僧伝』巻8「唐荊州当陽山度門寺神秀伝」
- 『景徳伝灯録』巻4「北宗神秀禅師」
- 『伝法宝紀』
- 『楞伽師資記』